# Ладислав I Свети
Ладислав I Угарски, познат и као Ладислав Свети (мађ. I. (Szent) László, словен. Svätý Ladislav I, пољ. Władysław I Święty; р. 1040. - 29. јул 1095), био је угарски краљ (1077—1095) из династије Арпадовића. Ладислав је био један од најпоштованијих владара средњовековне Угарске. Пре ступања на престо био је саветник свога брата, Гезе I, који се борио против свог рођака Шоломона. Када је Геза I умро, његови следбеници су га прогласили краљем, коме је, по традицији као најстаријем члану краљевске лозе, та титула и позиција припадала. Током дугог периода грађанских ратова, Ладислав је ојачао своје позиције и донео је низ законских прописа и унео је ред у краљевство. После канонизације (27. јун 1192), Ладислав је постао узор и модел наредних угарских краљева.

## Биографија
Ладислав је био други син Беле I и Аделаиде Пољске. Рођен у Пољској, где је његов отац побегао после неуспелог похода против Стефана I, првог угарског краља. Ладислав је добио име по словенским обичајима своје мајке али је ипак, касније у Угарској, био познат под именом Ласло (László)
Током 1048. године цела Ладиславова породица се преселила за Угарску. Том приликом је Бела I, од свог брата Андраша I који је наследио круну од Петра I, добио апенажу ("Tercia pars Regni") од једне трећине Угарске. Одмах после преузимања дужности краља, Андраш I је морао да ступи у борбу против Хајнриха III који је био признат од стране Андрашевог претходника Петра I. Андраш и гроф Бела су успешно одбранили своје територије од немачких напада и успели су да очувају независност угарске круне.
Овај савез, Андраша и Беле, је функционисао све до 1053. и рођења Андрашова сина Шоломона, за кога је Андраш хтео да осигура трон, иако по угарским наследним обичајима у случају краљеве смрти, круну наслеђује најстарији члан краљевске фамилије, а то био био Бела, а не краљев син.
Андраш I је 1057. због тога крунисао свога сина Шоломона за Угарског краља. Ладислав је присуствовао овом чину заједно са оцем и браћом. Гроф Бела није био задовољан овим решењем па је са својом породицом отишао 1059. у Пољску, да би се године дана након тога вратио са пољском војском са циљем да за себе осигура трон. Андраш I је изгубио две битке у рату против свог брата Беле, а убрзо је и умро. Бела је после овога крунисан 6. децембра 1060. Након Белине смрти 11. септембра 1063. године његови синови су били спремни да прихвате владавину свог рођака Шоломона, који се вратио са немачком армијом да тражи престо. Белини синови су заузврат тражили право да наследе војводства свога оца. Соломон је то одбио, па су тројица браће Геза, Ладислав и Ламперт напустили Угарску. Отишли су у Пољску и сачекали су одлазак немачке армије, па су покушали да поврате власт уз помоћ војске пољскога краља Болеслава II, рођака њихове мајке.
Да би избегли грађански рат, Шоломон и тројица браће су склопили споразум 20. јануара 1064. године у Ђеру. Шоломону је остала титула краља, а браћа су добила очеве поседе и апанажу од једне трећине Угарске.

## Гроф од
У годинама које су следиле, Ладислав је живео у миру са тадашњим краљем Шоломоном. Када су Печењези 1068. године угрозили краљевство и упали на територије Ердеља, Ладислав их је са браћом и краљем победиом у бици код Керлеша (Chiraleş), места у данашњој Румунији. Једна од легенди везаних за Ладислава потиче из овог периода. Легенда гласи да је један од печењешких ратника отео лепу Мађарицу да би је одвео са собом и да га је Ладислав прогонио, сустигао и ослободио девојку од страшног ропства.
Угледа преблажени ерцег Ладислав незнабошца, који је на леђима свога ата водио лепу Мађарицу. Мислећи да се ради о ћерци епископа варадинског, свети ерцег Ладислав, и поред тога што беше тешко рањен, потера га свом брзином на ату своме, ког је звао Сег. Када му се, међутим, приближи да га прободе копљем, мало му је фалило за то, јер нити му је ат касао брже од другог ата, нити је његов ат имало смањивао кас, него је размак од врха копља и Куманових [сик] леђа износио као дужина једне људске руке. Свети ерцег Ладислав довикну овако девојци: „Сестро лепа, обгрли Кумана око појаса и баци се на земљу“. То она и уради. Хотећи да га убије док лежао оборен на земљи, блажени ерцег Ладислав намери се копљем на њ издалека. Но, девојка га је преклињала да га не убије, него да га пусти. Одавде се, дакле, види да код жена вере нема, пошто је, вероватно из нечасне љубави, [лепа Мађарица] хтела да ослободи [свог отимача]. Међутим, свети ерцег борећи се дуго са њим, уби га пресекавши му жилу [на врату]. Девојка, међутим, није била епископова кћи.— Мађарска илустрована хроника, глава 55
Негде у исто време Ладислав се оженио први пут и по неким изворима то је била ћерка немачког грофа.
Око 1071. Ладиславов старији брат гроф Геза одбио је да подели плен са краљем Соломоном. Радило се о плену добијеном приликом заузимања Београда који је био у рукама Византије. Након тога погоршали су се односи краља Шоломона и тројице браће. Када је Соломон 1072. кренуо у нови поход на Београд пратио га је само гроф Геза. Ладислав и Ламперт су остали да чувају своја војводства, плашећи се да би издаје од стране краља.
Током 1073, дошло је до отворених сукоба између краља и тројице браће. Свако је тражио помоћ са стране. Шоломон је добио помоћ од Хајнриха IV, а Ладислав, Геза и Ламперт су тражили помоћ од својих пољских и чешких рођака. Ладислав је отишао у Моравску где је добио помоћ од свог зета, грофа Ота од Моравске. Вратио се тачно на време, јер је његов брат Геза био поражен у време његовог одсуства у бици код Кемеја 26. фебруара 1074. Нова одлучујућа битка одиграла се 14. марта код места Мођород (Mogyoród) где су браћа дефинитивно поразили краља Шоломона, који је морао да побегне у западни део Угарске краљевине. Гезу су његове присталице прогласиле краљем, а истовремено нови краљ је потврдио власништво, тј. војводства своје браће Ладислава и Ламперта.
За време Гезине владавине Ладислав је био војни командант угарске армије. У јесен 1074. поново је победио војску краља Шоломона у бици код Њитре. Током 1076. Ладислав је покушао да освоји и од Шоломона преузме Пожоњ, али у томе није успео.
После смрти свога брата Гезе 25. априла 1077. године Ладислав је проглашен за краља. Ипак није крунисан Круном Светог Стефана, која је и даље била у поседу краља Шоломона.

## Борба за престо
У време када је Ладислав био крунисан војводства Мошон и Пожоњ су и даље били под влашћу краља Шоломона који је и даље имао подршку свог зета немачког краља Хајнриха IV. Ладислав је због тога потражио помоћ и подршку од Хајнриховога ривала, војводе Рудолфа I од Швабије, кога су Хајнрихови противници прогласили краљем Немачке. Да би озваничио савез оженио се са Рудолфовом ћерком Аделаидом.
Током 1079. године Ладислав је успео да освоји тврђаву Мошон. После овог успеха Ладислав је почео преговоре са краљем Шоломоном, који је после овога абдицирао у корист краља Ладислава 1081. у замену за повеће имање. Шоломон је касније ковао заверу против краља Ладислава, али је откривен и Ладислав је затворио Соломона.
На иницијативу краља Ладислава, папа Гргур VII је наредио канонизацију првог угарског краља Стефана I и његовог сина Емерика (Szent Imre). На дан посвећивања 15. августа 1083. године, Шоломон је пуштен на слободу и онда је отишао и придружио се Печењезима. Током 1085. Печењези су продрли на територије источне Угарске, али их је краљ Ладислав поразио и од тада је његова власт била неупитна.

## Унутрашња политика
После смрти краља Стефана I у држави је завладало безвлашће, а краљ Ладислав је доласком на власт хтео да унесе ред у државу. Прво је прогласио оштре законе против криминалаца а затим је и за најмање кршење закона увео оштре казне, укључујући и смртне. Чак се и кршење религијских закона драстично кажњавало.
Краљ Ладислав се посветио реорганизацији Католичке цркве у Угарској. Основао је 1087. нову бискупију са седиштем у Загребу и преместио је седиште бискупије из Бихара у Орадеу. Такође је озваничен закон који је дозвољавао женидбу светих лица, што је било у супротности са канонским законом католичке цркве.

## Владавина
Поразом немачкога краља у борби за инвеституру против папске власти ослободио је Ладислава немачкога притиска , па је проширио своје територије ка југу и источним Карпатима. Током 1087, краљ Ладислав је послао своје изасланике Херману од Салме, немачком краљу, који је добио ово звање после смрти Ладиславовог свекра Хајнриха IV, али пошто је у међувремену сазнао за смрт Шоломона, није више хтео да се меша у унутрашњу политику Светог римског царства.
После смрти Дмитра Звонимира 20. априла 1089. године, његова удовица Јелена (Ilona), иначе Ладиславова сестра, је подржала свог брата и после смрти Стјепана II Трпимировића 1091, је помогла да Ладиславова војска уђе на територије данашње Хрватске
Ова Ладиславова акција је довела до нежељене реакције. Византијски цар Алексије I Комнин, је наговорио Кумане да заузму источне делове Угарског краљевства. Када је за то чуо, краљ Ладислав је кренуо са својом армијом у поход против Кумана и поразио их је у бици код реке Тамиша. После ове победе Ладислав је окупирао део Срема и Београд.
У јесен 1091, папа Урбан II је тражио да га Ладислав призна за духовног владара над новоосвојеним територијама међутим Ладислав је то одбио, али признао је антипапу Клемента III који је био признат од стране следбеника Светог римског царства. Током 1092. године краљ Ладислав је повео своју војску против принца Василка Ростиславића, који се удружио са Куманима, и поразио га. Такође, краљ Ладислав, је 1093. године подржао војводу Збигњева, ванбрачног сина Владислава I Хермана, у побуни против свога оца.

## Смрт краља
Последње године владавине краља Ладислава је карактеризирала политика сређивања унутрашње ситуације и односа два нећака Коломана и Алмоша. Како Ладислав није имао мушке потомке, нећаци, Гезини синови су се надали круни. Ладислав је давао предност млађем, Алмошу, коме је дао и титулу краља Хрватске. Коломан се међутим није слагао са овом одлуком и отишао је 1095. за Пољску.
Већ у позним годинама, краљ Ладислав је одлучио да помогне својим сестрићима, војводи Сватоплуку од Чешке и војводи Оту II од Моравије у кампањи против војводе Братислава II од Чешке, када је сазнао да се Коломан вратио у Угарску са пољским трупама да преузме власт. Током ових догађаја времешни краљ је и умро.
Сахрањен је у цркви у Шомођвару, која је саграђена 1091. године.
Ни један мађарски краљ није био ожаљен као краљ Ладислав, жалост је трајала три године и сматран је за свеца и пре канонизације. За њега су везане многе легенде. Званично је проглашен за свеца 27. јуна 1192. године.
Свети Ладислав се такође поштује као светац заштитник.

## Женидба и деца
Жене:
- 1077.: Аделаида, ћерка војводе Рудолфа I,
- Аделаида Савојска, друга жена

Деца:
- Приска (р. 1080. - 13. август 1134), жена Јован II,
- Ћерка, непознато име (? - ?), жена принца Јарослава од Волхније.

## Породично стабло Ладислава I
|  |                                             |  |  |  |  |  |  |  |  |  |  |  |  |  |  |  |
|  | 16. Такшоњ                                  |  |  |  |  |  |  |  |  |  |  |  |  |  |  |  |
|  |                                             |  |  |  |  |  |  |  |  |  |  |  |  |  |  |  |
|  |                                             |  |  |  |  |  |  |  |  |  |  |  |  |  |  |  |
|  | 8. Војвода Михајло                          |  |  |  |  |  |  |  |  |  |  |  |  |  |  |  |
|  |                                             |  |  |  |  |  |  |  |  |  |  |  |  |  |  |  |
|  |                                             |  |  |  |  |  |  |  |  |  |  |  |  |  |  |  |
|  | 17. Неименована "са територије Кумана"      |  |  |  |  |  |  |  |  |  |  |  |  |  |  |  |
|  |                                             |  |  |  |  |  |  |  |  |  |  |  |  |  |  |  |
|  |                                             |  |  |  |  |  |  |  |  |  |  |  |  |  |  |  |
|  | 4. Вазул                                    |  |  |  |  |  |  |  |  |  |  |  |  |  |  |  |
|  |                                             |  |  |  |  |  |  |  |  |  |  |  |  |  |  |  |
|  |                                             |  |  |  |  |  |  |  |  |  |  |  |  |  |  |  |
|  | 2. Бела I                                   |  |  |  |  |  |  |  |  |  |  |  |  |  |  |  |
|  |                                             |  |  |  |  |  |  |  |  |  |  |  |  |  |  |  |
|  |                                             |  |  |  |  |  |  |  |  |  |  |  |  |  |  |  |
|  | 5. Неименована Татоњ ()                     |  |  |  |  |  |  |  |  |  |  |  |  |  |  |  |
|  |                                             |  |  |  |  |  |  |  |  |  |  |  |  |  |  |  |
|  |                                             |  |  |  |  |  |  |  |  |  |  |  |  |  |  |  |
|  | 1. Ладислав I (László I)                    |  |  |  |  |  |  |  |  |  |  |  |  |  |  |  |
|  |                                             |  |  |  |  |  |  |  |  |  |  |  |  |  |  |  |
|  |                                             |  |  |  |  |  |  |  |  |  |  |  |  |  |  |  |
|  | 24. Мјешко I                                |  |  |  |  |  |  |  |  |  |  |  |  |  |  |  |
|  |                                             |  |  |  |  |  |  |  |  |  |  |  |  |  |  |  |
|  |                                             |  |  |  |  |  |  |  |  |  |  |  |  |  |  |  |
|  | 12. Болеслав Храбри                         |  |  |  |  |  |  |  |  |  |  |  |  |  |  |  |
|  |                                             |  |  |  |  |  |  |  |  |  |  |  |  |  |  |  |
|  |                                             |  |  |  |  |  |  |  |  |  |  |  |  |  |  |  |
|  | 25. Дубравка                                |  |  |  |  |  |  |  |  |  |  |  |  |  |  |  |
|  |                                             |  |  |  |  |  |  |  |  |  |  |  |  |  |  |  |
|  |                                             |  |  |  |  |  |  |  |  |  |  |  |  |  |  |  |
|  | 6. Мјешко II Пјаст                          |  |  |  |  |  |  |  |  |  |  |  |  |  |  |  |
|  |                                             |  |  |  |  |  |  |  |  |  |  |  |  |  |  |  |
|  |                                             |  |  |  |  |  |  |  |  |  |  |  |  |  |  |  |
|  | 26. Добромир из Лаушица                     |  |  |  |  |  |  |  |  |  |  |  |  |  |  |  |
|  |                                             |  |  |  |  |  |  |  |  |  |  |  |  |  |  |  |
|  |                                             |  |  |  |  |  |  |  |  |  |  |  |  |  |  |  |
|  | 13. Емнилда                                 |  |  |  |  |  |  |  |  |  |  |  |  |  |  |  |
|  |                                             |  |  |  |  |  |  |  |  |  |  |  |  |  |  |  |
|  |                                             |  |  |  |  |  |  |  |  |  |  |  |  |  |  |  |
|  | 3. Аделаида Пољска                          |  |  |  |  |  |  |  |  |  |  |  |  |  |  |  |
|  |                                             |  |  |  |  |  |  |  |  |  |  |  |  |  |  |  |
|  |                                             |  |  |  |  |  |  |  |  |  |  |  |  |  |  |  |
|  | 28. Гроф Херман I                           |  |  |  |  |  |  |  |  |  |  |  |  |  |  |  |
|  |                                             |  |  |  |  |  |  |  |  |  |  |  |  |  |  |  |
|  |                                             |  |  |  |  |  |  |  |  |  |  |  |  |  |  |  |
|  | 14. Ецо, гроф Лотарингије                   |  |  |  |  |  |  |  |  |  |  |  |  |  |  |  |
|  |                                             |  |  |  |  |  |  |  |  |  |  |  |  |  |  |  |
|  |                                             |  |  |  |  |  |  |  |  |  |  |  |  |  |  |  |
|  | 29. Хајлвиг                                 |  |  |  |  |  |  |  |  |  |  |  |  |  |  |  |
|  |                                             |  |  |  |  |  |  |  |  |  |  |  |  |  |  |  |
|  |                                             |  |  |  |  |  |  |  |  |  |  |  |  |  |  |  |
|  | 7. Ричеза од Лотарингије                    |  |  |  |  |  |  |  |  |  |  |  |  |  |  |  |
|  |                                             |  |  |  |  |  |  |  |  |  |  |  |  |  |  |  |
|  |                                             |  |  |  |  |  |  |  |  |  |  |  |  |  |  |  |
|  | 30. Отон II                                 |  |  |  |  |  |  |  |  |  |  |  |  |  |  |  |
|  |                                             |  |  |  |  |  |  |  |  |  |  |  |  |  |  |  |
|  |                                             |  |  |  |  |  |  |  |  |  |  |  |  |  |  |  |
|  | 15. Матилда од Немачке, грофица Лотарингије |  |  |  |  |  |  |  |  |  |  |  |  |  |  |  |
|  |                                             |  |  |  |  |  |  |  |  |  |  |  |  |  |  |  |
|  |                                             |  |  |  |  |  |  |  |  |  |  |  |  |  |  |  |
|  | 31. Теофанија                               |  |  |  |  |  |  |  |  |  |  |  |  |  |  |  |
|  |                                             |  |  |  |  |  |  |  |  |  |  |  |  |  |  |  |
|  |                                             |  |  |  |  |  |  |  |  |  |  |  |  |  |  |  |